# Джафура
Джафура, Ель-джафура — піщана пустеля на Близькому Сході (Саудівська Аравія), в східній частині Аравійського півострова, на південь від півострова Катар і прибережної пустелі Ель-Хаса. На півдні Джафура переходить в пустелю Руб-ель-Халі.